# Liste der Sichtachsen im Wörlitzer Park
In der Liste der Sichtachsen im Wörlitzer Park sind die Sichtachsen des Wörlitzer Parks im Dessau-Wörlitzer Gartenreich aufgelistet. Grundlage ist der Plan mit den historischen Sichtachsen von 1784.

## Sichtachsen

### Wörlitzer Park
| Nr. | Sichtachse von             | Sichtachse nach                | Koordinaten von | Koordinaten nach              | Bemerkungen | Bild von | Bild nach |
| --- | -------------------------- | ------------------------------ | --------------- | ----------------------------- | --- | -------- | --------- |
| 1   | Trilithon                  | Grotte der Egeria              | Lage            | Lage                          | Sichtachse im Moment nicht frei, Länge ca. 200 Meter |          |           |
| 2   | Stein                      | Limesturm                      | Lage            | Lage                          | Der Limesturm ist mit bloßem Auge schwer zu erkennen, vor allem, wenn die Bäume belaubt sind, ebenerdig so gut wie gar nicht. Optimaler Standort oberhalb der Arcaden des Steins. Länge ca. 1800 Meter |          |           |
| 3   | Stein                      | Gotisches Haus                 | Lage            | Lage                          | Länge ca. 1000 Meter |          |           |
| 4   | Felsensitz                 | Venustempel                    | Lage            | Lage                          | Auf der Achse liegt die Agnesbrücke. Länge ca. 1000 Meter |          |           |
| 5   | Eiserne Brücke             | Synagoge                       | Lage            | Lage                          | Länge ca. 525 Meter |          |           |
| 6   | Italienisches Bauernhaus   | Wurzelhütte                    | Lage            | Lage                          | Die Hütte ist vom Bauernhaus durch davorstehende Büsche nur schwer bis gar nicht zu sehen. Länge ca. 800 Meter                                                                                         |          |           |
| 7   | Italienisches Bauernhaus   | Monument                       | Lage            | Lage                          | Sichtbarkeit nicht gegeben. Länge ca. 950 Meter |          |           |
| 8   | Rotes Wallwachhaus         | Proteus-Stein                  | Lage            | Lage                          | In Verlängerung geht die Achse vom Proteus-Stein über das Rote Wallwachhaus bis zum Schloß. Länge ca. 1000 Meter                                                                                       |          |           |
| 9   | Rotes Wallwachhaus         | Limesturm                      | Lage            | Lage                          | Länge ca. 1400 Meter |          |           |
| 10  | Rotes Wallwachhaus         | Riesigk                        | Lage            | Lage                          | Derzeit keine freie Sicht durch hohe Bäume. Länge ca. 2800 Meter |          |           |
| 11  | Rotes Wallwachhaus         | Weinberg am Nympheum           | Lage            | Lage                          | Auf der Achse liegen die Sonnenbrücke und die Schwimmbrücke an der Steinbreite. Länge ca. 1000 Meter                                                                                                   |          |           |
| 12  | Rotes Wallwachhaus         | Wachhaus zum Pferde            | Lage            | Lage                          | Aktuelle Sichtbarkeit muss noch geprüft werden. Länge ca. 850 Meter |          |           |
| 13  | Pantheon                   | Proteus-Stein                  | Lage            | Lage                          | Derzeit keine freie Sicht durch Bäume und Sträucher. Länge ca. 1500 Meter |          |           |
| 14  | Pantheon                   | Monument                       | Lage            | Lage                          | Sichtbarkeit einseitig. Das Pantheon ist wegen seiner Farbgebung durch die Bäume hindurch erkennbar. Länge ca. 600 Meter                                                                               |          |           |
| 15  | Monument                   | Proteus-Stein                  | Lage            | Lage                          | Länge ca. 2000 Meter |          |           |
| 16  | Venustempel                | Proteus-Stein                  | Lage            | Lage                          | Länge ca. 2500 Meter |          |           |
| 17  | Venustempel                | Wolfsbrücke                    | Lage            | Lage                          | Länge ca. 575 Meter |          |           |
| 18  | Skaldengrab                | Schloß [über Gotisches Haus]   | Lage            | Lage,                         | Achse verläuft vom Schloß über das Gotische Haus. Das eigentliche Skaldengrab ist aus der Entfernung nicht zu erkennen. Länge ca. 1000 Meter                                                           |          |           |
| 19  | Gotisches Haus             | Schloß                         | Lage            | Lage                          | Länge ca. 300 Meter |          |           |
| 20  | Gotisches Haus             | Palmenhaus                     | Lage            | Lage                          | Länge ca. 300 Meter |          |           |
| 21  | Gotisches Haus             | Wachhaus Mittelhölzer          | Lage            | Lage                          | Länge ca. 1000 Meter |          |           |
| 22  | Schloß                     | Coswig, Kirche [über Monument] | Lage            | Lage                          | Länge ca. 5000 Meter |          |           |
| 23  | Schloß                     | Wachhaus Mittelhölzer          | Lage            | Lage                          | Länge ca. 1500 Meter |          |           |
| 24  | Schloß                     | Kirche                         | Lage            | Lage                          | Ansicht auf dem Bild in Höhe des Kirchenschiffdaches. Länge ca. 150 Meter |          |           |
| 25  | Marstall                   | unbekannter Ort                | Lage            | Koordinaten fehlen! Hilf mit. | Der zweite Ort ist aus dem Sichtachsenplan nicht ersichtlich und muss noch recherchiert werden. |          |           |
| 26  | Südseepavillon / Eisenhart | Drehberg                       | Lage            | Lage                          | Derzeit keine freie Sicht durch hohe Bäume. Länge ca. 3000 Meter |          |           |